# ریوهاسور
ریوهاسور (نام علمی: Riojasaurus) نام یک گونه از راسته خزنده‌کفلان است.